# Neckeropsis semperiana
Neckeropsis semperiana là một loài Rêu trong họ Neckeraceae. Loài này được (Hampe) Touw miêu tả khoa học đầu tiên năm 1962.